# Mimosa hoehneana
Mimosa hoehneana är en ärtväxtart som beskrevs av Arturo Erhardo Erardo Burkart. Mimosa hoehneana ingår i släktet mimosor, och familjen ärtväxter. Inga underarter finns listade i Catalogue of Life.